# Michel Delahoutre
Michel Delahoutre (Linselles, 28 aprile 1923 – Levallois-Perret, 21 aprile 2014) è stato uno storico delle religioni francese.

## Biografia
È stato professore di induismo e arte indiana all'Istituto di Scienza e Teologia delle Religioni (Institut Catholique di Parigi). Ha svolto l'attività di coordinamento per la stesura della terza edizione del Dictionnaire des Religions diretto da Paul Poupard (Puf, Parigi, 1993).

## Opere
- Lo spirito dell'arte indiana, 1994
- I sikh, 1995
- Arte indiana, 1996
- L'arte indiana, 2007
- Il viaggio dell'arte indiana. Nel sud-est asiatico,  (con Véronique Crombè), 2008

| Controllo di autorità | VIAF (EN) 79023617 · ISNI (EN) 0000 0001 0918 561X · SBN RAVV035504 · LCCN (EN) n88610278 · BNF (FR) cb118991887 (data) |